# تاريخ الرب (كتاب)
تاريخ الرب (A History Of God) هو وصف مشوق وواسع المعرفة عن تطور الإيمان في الديانة اليهودية، الديانة المسيحية، والديانة الإسلامية على مر أكثر من 4000 عام من التاريخ البشري.
تذهب بنا كارن أرمسترونغ مؤلفة الكتاب إلى متاهات أطول مسار في التاريخ - البحث عن الإله. تتابع من خلال الكتاب فهم البشرية الرب وللربوبية على مر العصور، تبحث نقاط التشابه والاختلاف بين الثلاثة الديانات الموحدة السماوية الكبرى وتصف تأثيرهن على بعضهن البعض.
كارن أرمسترونغ هي صحفية بريطانية وراهبة كاثوليكية في الماضي، تعتبر من أكبر المتحرين لثقافة الأديان في العالم. كثير من كتبها بيعت بكميات ضخمة، منها:
- «بوذا»
- «الإسلام»
- «الحرب الإلهية»
- «النبي محمد».

## آراء في الكتاب
- الديلي تلغراف - «في هذا الكتاب تظهر لنا أرمسترونغ حب استطلاع رائع يولد عندنا احتراماً لها. تقوم بحتلنة المعلومات الشحة المتوفرة لدينا وتعرضها بوضوح كل ما هو غير معروف».
- الساندي تايمز - «أمسترونغ تملك موهبة مذهلة: تستطيع ان تعالج موضوعاً معقداً ومركباً وأن تقف على أصول وقواعد الأمور بدون بدقة عالية.»